# 스네이크 (네덜란드)

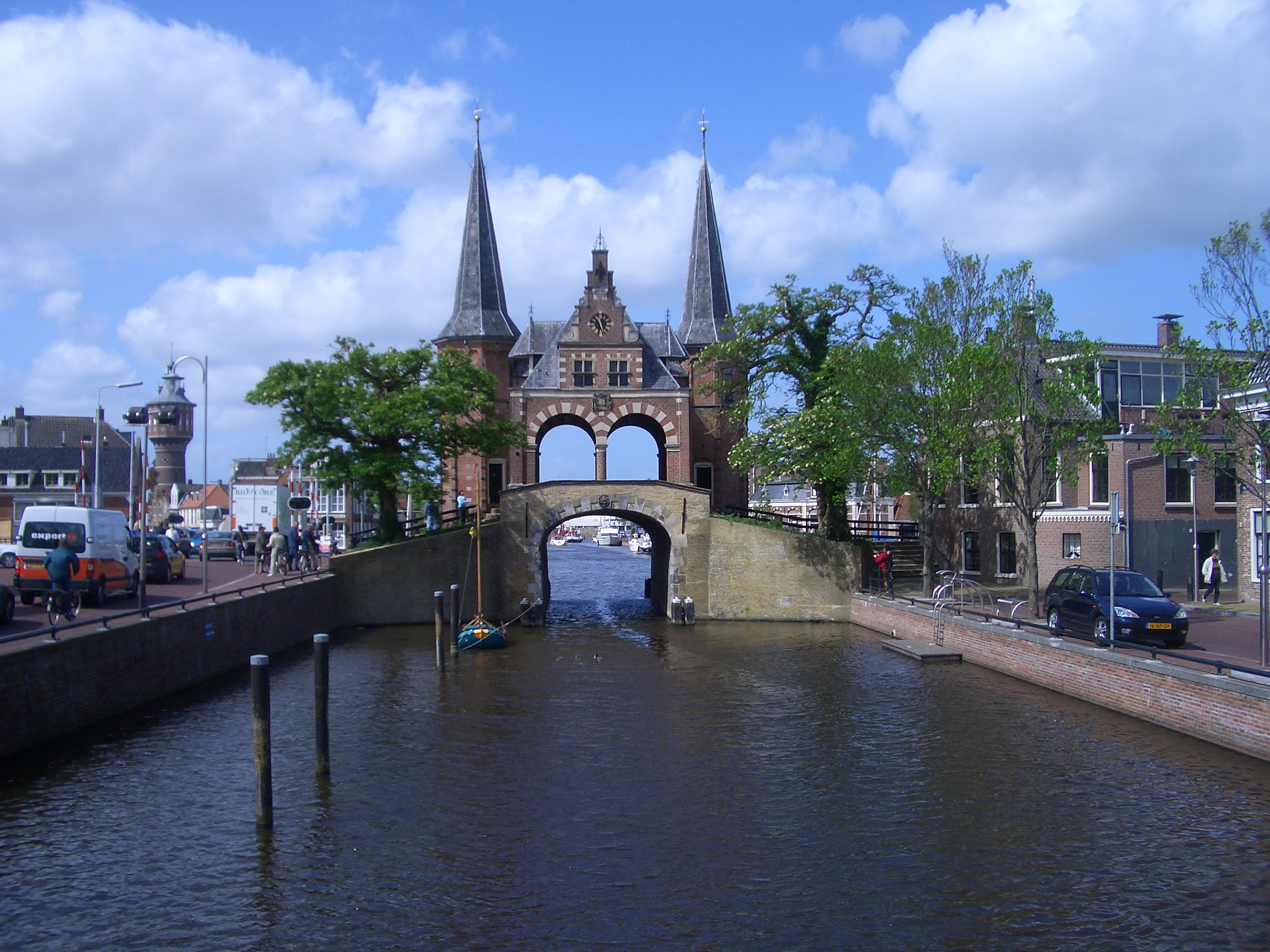
스네이크

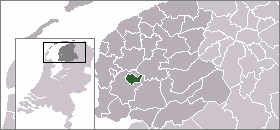
스네이크의 위치

스네이크(네덜란드어: Sneek, 서프리슬란트어: Snits)는 네덜란드 프리슬란트주의 도시로 면적은 34.04km2, 인구는 33,115명(2007년 1월 기준), 인구 밀도는 1,097명/km2이다. 레이우아르던 남서쪽에 위치한다.

시기
시 문장